# Шашкевич Богуслав Антонович
Богусла́в Антонович Шашке́вич  (1 липня 1888, с. Лолин, Долинський повіт — 1935, Едмонтон, Канада) — отаман УГА, командир 9-ї Белзько-Угнівської, згодом 21-ї Збаразької й 4-ї Золочівської бригад УГА.

## Життєпис
Народився 1 липня 1888 року в Лолині, Долинського повіту в сім'ї Антона та Вільгеміни (Ростлінг) Шашкевичів. Онук Миколи Шашкевича, брата видатного поета, лідера «Руської трійці» Маркіяна Шашкевича.

### Австрійська армія, перське повстання
1908 року закінчив у Львові піхотинську кадетську школу і в тому ж році приділений до 58-го піхотного полку в Станиславові. Відчуваючи пресинг з боку командира полку — поляка Мєчислава Залєського — за участь в українському русі, вирішив звільнитися з війська, взявши річну відпустку за станом здоров'я, почав студіювати в лісовій академії у Відні.
З початком Першої світової війни Богуслав Шашкевич змушений іти на фронт. І за бої проти росіян в районі Перемишля у вересні 1914 року отримав медаль за хоробрість 1 класу, рівночасно одержав військове звання четаря.
У лютому 1915 року потрапив в російський полон (під час бою на Дуклінському перевалі в Карпатах). Як полоненого Богуслава Шашкевича відправляють до Туркестану (спочатку Ташкент, потім Асхабад; писав у автобіографії 3 липня 1922), звідки він 6 листопада втік до Персії, де бере безпосередню участь в національно-визвольному повстанні персів під проводом графа Канітца та Голц Паші проти росіян та англійців (особисто був підпорядкований майорові Кляйнові, проводив більший відділ повстанців). В червні 1916, захворівши на малярію, через Багдад — Константинополь повертається до Австрії, того ж місяця бере участь в боях проти російських військ.
За бойові заслуги на фронтах Першої світової війни був нагороджений 7-ма австрійськими, німецькими, турецькими орденами.

### В лавах УГА

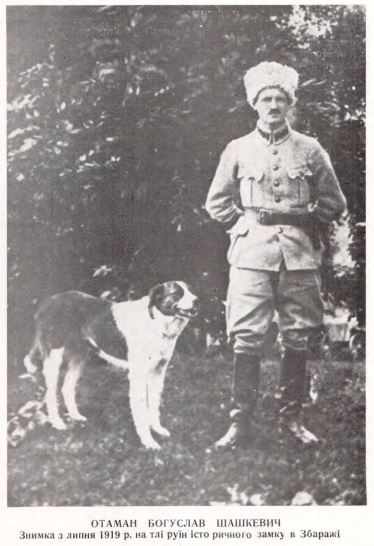
Богуслав Шашкевич у Збаражі, липень 1919 року.

У листопаді 1918 року, після Листопадового Зриву, в Любліні український за складом 58 піхотний полк, в якому перебував і Шашкевич, піднявся на повстання проти поляків, але не зміг встояти під натиском ворога і відійшов до Львова. 12 грудня Богуслав Шашкевич очолив команду 9-ї Белзько-Угнівської бригади. За наказом полковника В. Курмановича, група Б. Шашкевича 7 січня 1919 р. намагалася зупинити просування польських військ контрударом з Пристані; успіху не досягла. Під час штурму Белза в лютому-травні 1919 року разом з командуванням бригади перебував в селі Пархачі. У травні 1919 р. очолив Першу Дивізію Галицької Армії.
У червні 1919 року р. зорганізував 21-шу Збаразьку бригаду. Після початку наступу польських окупантів по всьому фронту 28 червня 1919 року біля села Підлисся — малої Батьківщини Маркіяна Шашкевича — відбивав атаки уланів. В липні захищав відхід Галицької Армії через Збруч. З відходом УГА за Збруч проводив вишкіл для наддніпрянців, опісля обійняв командування 4-ї Золочівської Бригади. 10 серпня 1919 року червоні козаки Миколи Щорса завдали сильного удару на ділянці Золочівської бригади, примусили її відступити за р. Случ, захопили Старокостянтинів.
У січні 1920 р. не пішов до Червоної Української Галицької Армії (ЧУГА), а приєднався з 4-ю бригадою в Могилеві до частин Армії УНР, що були під проводом полковника Олександра Удовиченка. Згодом, переслідуваний поляками, отаман Богуслав Шашкевич був змушений перейти до Чехословаччини, де 2 роки перебував у таборі інтернованих українських воїнів.

### На еміграції

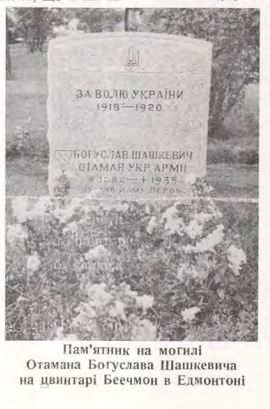
Пам'ятник Богуслава Шашкевича в Едмонтоні. 1930-ті роки

Після табору в Чехословаччині опинився в Німеччині. Останні роки життя прожив у Канаді, де й помер раптовою смертю в Едмонтоні в 1935 році. Похований на цвинтарі Беечмон.

## Нагороди
- Орден Залізної Корони III класу з воєнною декорацією й мечами;
- Хрест «За військові заслуги» III класу з воєнною декорацією й мечами;
- Срібна медаль за хоробрість І класу;
- Німецький Залізний Хрест II класу;
- Турецький Залізний півмісяць I і II класу;
- Хрест Карла.